# Союз-4
Союз-4 — радянський пілотований космічний корабель серії «Союз». У польоті здійснено перше стикування двох космічних кораблів — активного Союз-4 і пасивного Союз-5. Космонавти Єлісеєв і Хрунов перейшли з Союза-5 в Союз-4 під час виходу у відкритий космос. Кораблі були зістиковані 4 години 35 хвилин.

## Екіпаж

### Стартовий
- Основний: Шаталов Володимир Олександрович
- Дублерний: Шонін Георгій Степанович
- Резервний: Добровольський Георгій Тимофійович

### Посадковий
- Командир: Шаталов Володимир Олександрович
- Бортінженер: Єлісеєв Олексій Станіславович
- Інженер-дослідник: Хрунов Євген Васильович

## Політ
14 січня 1969 року о 07:30:00 UTC з космодрому Байконур запущено корабель Союз-4 з Шаталовим.
15 січня о 07:04:57 UTC на 17-му оберті корабля Союз-4 з космодрому Байконур запущено корабель Союз-5 з трьома космонавтами на борту: Волинов, Єлісеєв, Хрунов
16 січня о 08:20 UTC кораблі Союз-4 на 34му і Союз-5 на 18-му оберті зістикувались. Це було перше стикування двох пілотованих кораблів. Стикувальний вузол активного корабля Союз-4 мав штир, а стикувальний вузол пасивного корабля Союз-5 мав конус. Після стикування агентство ТАРС оголосило що вперше на орбіті створено експериментальну космічну станцію з чотирма космонавтами на борту.
16 січня о 10:55 UTC на 19-му оберті корабля Союз-5 і 35-му корабля Союз-4 космонавти Єлісеєв і Хрунов почали вихід у відкритий космос для переходу з Союзу-5 в Союз-4. Вперше у відкритому космосі перебувало одночасно двоє осіб. Перехід здійснено як елемент підготовки до планованого польоту на Місяць. Радянське телебачення транслювало перехід космонавтів Хрунова і Єлісеєва наживо. Космонавти використовували скафандри «Яструб», командир корабля Борис Волинов допоміг одягти скафандри, перевірив системи життєзабезпечення і комунікацій скафандрів. Потім Волинов повернувся в спускний відсік і закрив люк між орбітальним і спускним відсіками. На той час корабель «Союз» не мав перехідного люка у верхній частині орбітального відсіку, тому при переході орбітальний відсік «Союза» використовувався як шлюзова камера. Після розгерметизації орбітального відсіку першим у відкритий космос вийшов Євген Хрунов. У цей час зістиковані кораблі перебували над Південною Америкою і не мали радіоконтакту з центром управління в СРСР. Вихід Єлісеєва відбувався над територією СРСР з радіоконтактом із Землею. Єлісеєв закрив за собою люк орбітального відсіку Союза-5. Хрунов і Єлісеєв перейшли в орбітальний відсік корабля Союз-4.
16 січня о 11:48 на 20-му оберті корабля Союз 5 і 36му корабля Союз-4 космонавти Єлісеєв і Хрунов закінчили вихід у відкритий космос загальною тривалістю 53 хвилини, з них 37 хвилин у відкритому космосі. Орбітальний відсік корабля «Союз-4» наповнено повітрям, командир Союза-4 Владимир Шаталов допоміг космонавтам Хрунову і Єлісеєву зняти скафандри. Хрунов і Єлісеєв передали Шаталову листи, телеграми і газети, надруковані після старту Шаталова в космос.
Кораблі були зістиковані 4 години 35 хвилин.
16 січня о 12:55 UTC кораблі Союз-4 і Союз-5 розстикувались.
Спускний апарат Союза-4 з екіпажем з трьох осіб (Шаталов, Єлісеєв, Хрунов) приземлився 17 січня о 06:50:47 UTC за 40 км на південний захід від міста Караганди, за 48 км від планованої точки приземлення. На місці приземлення температура була приблизно −30°, висота снігового покриву — 60-80 сантиметрів. Пошуковий вертоліт виявив спускний апарат через 5 хвилин після посадки.